# 도라마코리아
도라마코리아는 대한민국의 일본 드라마 배급사이다. 일본의 텔레비전 드라마를 현지화하여 광고기반 무료 스트리밍 형식으로 제공하는 대한민국의 웹 사이트이자 iOS, 안드로이드 애플리케이션도 운영 중이다. 2017년 6월 개업하였으며, 10월부터 서비스가 시작되었다.

## 진행중인 드라마
- 세대전쟁(SEDAI WARS) / MBS
 2020년 1월 10일 ~ 현재
 2020년 1월 6일 ~ 현재
- 코타키 형제와 사고팔고(コタキ兄弟と四苦八苦) / TV 도쿄
 2020년 1월 15일 ~ 현재
 2020년 1월 11일 ~ 현재
- 테세우스의 배(テセウスの船) / TBS
 †
 2020년 1월 19일 ~ 현재
- 톱 나이프-천재 뇌외과의의 조건-(トップナイフ-天才脳外科医の条件-) / NTV
 2020년 4월 ~ (예정) †
 2020년 1월 11일 ~ 현재
- 고독한 미식가 시즌 2(孤独のグルメ2) / TV 도쿄
 2020년 2월 5일 ~ 현재'"'
 2012년 10월 10일 ~ 12월 26일
- 고독한 미식가 시즌 3(孤独のグルメ3) / TV 도쿄
 2020년 2월 7일 ~ 현재'"'
 2013년 7월 10일 ~ 9월 25일
- 제츠메시로드(絶メシロード) / TV 도쿄
 2020년 1월 31일 ~ 현재'"'
 2020년 1월 25일 ~ 현재
- 닥터-X~외과의·다이몬 미치코~ 시즌6(ドクターX〜外科医・大門未知子〜第6期) / TV 아사히
 2020년 2월 3일 ~ 현재'"'
 2019년 10월 17일 ~ 12월 19일
- 전남친 마니아(モトカレマニア) / 후지 TV
 2020년 2월 4일 ~ 현재'"'
 2019년 10월 17일 ~ 12월 12일

## 완결된 드라마

### 2017년
- 내일의 약속(일본어판)(明日の約束) / TBS
 2017년 10월 17일 ~ 12월 26일
 2017년 10월 17일 ~ 12월 19일
- 신주쿠 세븐(新宿セブン) / TV 도쿄
 2017년 10월 13일 ~ 12월 29일
 2017년 10월 14일 ~ 12월 23일
- 민중의 적 ~이 세상, 이상하지 않습니까!?~(일본어판)(民衆の敵〜世の中、おかしくないですか!?〜) / 후지 TV
 2018년 2월 6일 ~ 4월 9일
 2017년 10월 23일 ~ 12월 25일
- 닥터-X~외과의·다이몬 미치코~ 시즌5(ドクターX〜外科医・大門未知子〜第5期) / TV 아사히
 2018년 2월 6일 ~ 4월 9일
 2017년 10월 12일 ~ 12월 14일
- 세토우츠미(セトウツミ) / TV 도쿄
 2017년 10월 13일 ~ 12월 29일
 2017년 10월 14일 ~ 12월 23일
- 아키라와 아키라(アキラとあきら) / WOWOW
 2018년 2월 6일 ~ 4월 2일
 2017년 7월 9일 ~ 9월 3일

### 2018년
- 봄이왔다(春が来た) / WOWOW
 2018년 4월 13일 ~ 5월 11일
 2018년 1월 13일 ~ 2월 10일
- 아노네(일본어판)(anone) / NTV
 2018년 4월 30일 ~ 7월 2일
 2018년 1월 10일 ~ 3월 21일
- 네가 마음에 자리잡았다(일본어판)(きみが心に棲みついた) / TBS
 2018년 4월 30일 ~ 7월 2일
 2018년 1월 16일 ~ 3월 20일
- 내일의 너를 더욱 좋아해(明日の君がもっと好き) / TV 아사히
 2018년 1월 26일 ~ 3월 16일
 2018년 1월 20일 ~ 3월 10일
- 마스크맨(일본어판)(MASKMEN) / TV 도쿄
 2018년 1월 18일 ~ 4월 5일
 2018년 1월 13일 ~ 3월 24일
- 오 마이 점프 ~소년점프가 지구를 구한다~(일본어판)(オー・マイ・ジャンプ! 〜少年ジャンプが地球を救う〜) / TV 도쿄
 2018년 1월 18일 ~ 3월 29일
 2018년 1월 13일 ~ 3월 24일
- 홀리데이 러브(일본어판)(ホリデイラブ) / TV 아사히
 2018년 2월 1일 ~ 3월 22일
 2018년 1월 26일 ~ 3월 16일
- 망각의 사치코 SP(일본어판)(スペシャルドラマ 忘却のサチコ) / TV 도쿄
 2018년 1월 16일
 2018년 1월 3일
- 고독한 미식가 스페셜 ~세토우치 출장편~(大晦日スペシャル～食べ納め!瀬戸内出張編～ ) / TV 도쿄
 2017년 12월 31일

- 헤드헌터(일본어판)(ヘッドハンター) / TV 도쿄
 2018년 5월 1일 ~ 6월 20일
 2018년 4월 16일 ~ 6월 4일
- 컨피던스맨 JP(コンフィデンスマンJP) / 후지 TV
 2018년 8월 2일 ~ 10월 4일
 2018년 4월 9일 ~ 6월 11일
- 아재's 러브(おっさんずラブ) / TV 아사히
 2018년 4월 27일 ~ 6월 8일
 2018년 4월 21일 ~ 6월 2일
- 정의의 정(일본어판)(正義のセ) / NTV
 2018년 8월 7일 ~ 10월 10일
 2018년 4월 11일 ~ 6월 13일
- 벼랑 끝 호텔!(일본어판)(崖っぷちホテル!) / NTV
 2018년 8월 8일 ~ 10월 10일
 2018년 4월 15일 ~ 6월 17일
- 미야모토가 너에게(宮本から君へ)
- 《고독한 미식가 시즌 7》

- 《건강하고 문화적인 최저한도의 생활》 †
- 《하게타카》 †
- 《고독한 미식가 시즌1
- 《dele》 †
- 《인베스터 Z》
- 《GIVER: 복수의 증여자》
- 《치어 댄스》
- 《의붓 엄마와 딸의 블루스》

- 오늘부터 우리는!!
- 룸 론다링
- 이 만화가 대단해
- 짐승이 될 수 없는 우리
- 《고독한 미식가 시즌5》
- 《망각의 사치코》 †
- 《리갈V ~전 변호사 타카나시 쇼코~》 †

### 2019년
- 《인생이 즐거워지는 행복의 법칙》
- 《처음 사랑을 한 날에 읽는 이야기》
- 《내 첫사랑을 너에게 바친다》
- 《메종 드 폴리스》
- 《초승달》
- 《일본 숙박기행》
- 《후르츠택배》
- 《나의 아저씨》
- 《밤의 번화가를 배회하다》

- 《심야식당 시즌1》
- 《심야식당 시즌2》
- 《심야식당 시즌3》
- 《컨피던스 맨 JP 운세편》
- 《옆자리 세키군과 루미짱의 사상》
- 《건너편 바즈루 가족》
- 《도쿄 독신 남자》
- 《소설왕》
- 《당신 차례입니다》
- 《당신 차례입니다 특별편》
- 《와타누키 씨의 집》
- 《라디에이션 하우스》
- 《퍼펙트 월드》
- 《어제 뭐 먹었어?》

- 《오가미야 괴담 시즌1》
- 《고독한 미식가 스페셜 ~한여름의 토호쿠·미야기 출장편~》
- 《당신 차례입니다 반격편》
- 《그래서 저는 픽했습니다》
- 《오가미야 괴담 시즌2》
- 《I턴》
- 《사도》
- 《밤의 번화가를 배회하다》
- 《Heaven? 헤븐》
- 《루팡의 딸》
- 《커피&바닐라》

- 도망치는 건 부끄럽지만 도움이 된다 Remaster
- 닥터 X 시즌6†
- 전남친 마니아†
- 카프카의 도쿄 절망 일기
- 왼손잡이 에렌
- 아재's 러브 in the sky
- 고독한 미식가 시즌8
- 혼자 캠프에서 먹고 자다

### 2020년
1분기
- 이봐 선생님, 그거 모르지?(ねぇ先生、知らないの？) / MBS
 2019년 12월 11일 ~ 2020년 1월 22일
 2019년 12월 5일 ~ 2020년 1월 17일
- 의붓엄마와 딸의 블루스 2020 SP(義母と娘のブルース 2020年謹賀新年スペシャル / 의붓엄마와 딸의 블루스 2020년 근하 신년 스페셜) / TBS
 2020년 1월 23일
 2020년 1월 2일
- 망각의 사치코 2020 SP(スペシャルドラマ 忘却のサチコ / 스페셜 드라마 망각의 사치코) / TV 도쿄
 2020년 1월 30일
 2020년 1월 2일
- 어제 뭐 먹었어? 2020 SP(きのう何食べた?正月スペシャル2020 / 어제 뭐 먹었어? 정월 스페셜) / TV 도쿄
 2020년 1월 22일
 2020년 1월 1일

† iMBC 홀드백으로 iMBC에서만 제공되며 3개월 후에 무료로 공개되는 작품이다.